# Rita Hayworth and Shawshank Redemption
Rita Hayworth and Shawshank Redemption é uma novela escrita por Stephen King e publicada em 1982 como parte da coleção Different Seasons. Esta história começou a ser escrita logo depois de King ter finalizado o romance The Dead Zone em 1979. A novela já teve duas adaptações em outras mídias: a primeira foi o filme The Shawshank Redemption de 1994, enquanto a segunda foi a produção teatral The Shawshank Redemption em 2009 em Londres, Reino Unido.

## Enredo
Em 1947, Andy Dufresne, um jovem banqueiro, é condenado a prisão perpétua na Penitenciária de Shawshank pelo assassinato de sua esposa e o amante dela, mesmo protestando inocência. Ele tem um começo difícil na cadeia, sendo regularmente agredido sexualmente por um grupo de prisioneiros, porém sua situação melhora assim que torna-se indispensável para a administração de Shawshank devido a seus conhecimentos sobre impostos. Andy pede a Red, outro prisioneiro que consegue contrabandear itens para dentro da penitenciária, que traga pôsteres de diversas atrizes como Rita Hayworth, Marilyn Monroe e Raquel Welch. Pouco depois ele também pede um pequeno martelo para continuar seu passatempo de geologia. Andy e Red são colocados para cuidar da biblioteca de Shawshank, tornando-se amigos no decorrer dos anos.
Certo dia, Andy descobre que um homem confessou ter cometido os assassinatos pelos quais tinha sido condenado. Ele pede ao diretor da prisão que seu caso seja reaberto, porém este recusa por não querer perder a pessoa que lava seu dinheiro. Andy confessa a Red algum tempo depois que planeja escapar, assumir uma nova identidade e reconstruir sua vida no México, afirmando que precisará de um homem como Red em liberdade. Andy também revela a localização de onde escondeu seus documentos. Red não acredita, porém um dia, depois de 27 anos preso, Andy desaparece de sua cela. Os guardas descobrem que ele escapou por um túnel cuja entrada estava escondida atrás de seus pôsteres. Red é libertado em condicional alguns meses depois, indo ao local indicado por Andy e encontrando uma carta que pede para que os dois se reencontrem no México.

## Análise
Michael R. Collings, especialista nas obras de Stephen King, afirmou que a narração em primeira pessoa do conto era algo raro nas obras do autor, contrastando dessa forma a "decoração assustadora" da Penitenciária de Shawshank com o idealismo representado no personagem de Andy Dusfrene, que "traz luz para a escuridão" e cuja fuga é "uma homenagem ao espírito indomável do homem". Sobre vivência e esperança são dois temas salientados particularmente. Collings compara Rita Hayworth and Shawshank Redemption com The Dead Zone, dizendo que ambas as histórias "falam de inocentes presos pelas circunstâncias, mas que ainda assim são capazes de reter alguma de sua ingenuidade e esperança". A aparente fragilidade dos dois protagonistas, Andy Dufresne e Johnny Smith, é desmentida por sua "incrível força de vontade" e, apesar de terem perdido parte de suas vidas, ainda "estão determinados a fazer o melhor com o que lhes resta".

## Adaptações
Rita Hayworth and Shawshank Redemption já foi adaptado para outras mídias em duas ocasiões. A primeira foi em 1994 com o longa-metragem The Shawshank Redemption, escrito e dirigido por Frank Darabont e estrelado por Tim Robbins como Andy Dusfrene e Morgan Freeman como Red. A segunda foi em 2009 com a peça teatral The Shawshank Redemption, dirigida por Peter Sheridan, escrita por Owen O’Neill e Dave Johns, estrelada por Kevin Anderson como Andy e Reg E. Cathey como Red.